# Boris Savović
Boris Savović (in serbo Борис Савовић?; Trebigne, 18 giugno 1987) è un cestista serbo con cittadinanza montenegrina.

## Palmarès
- Campionato montenegrino: 3

Budućnost: 2009-10, 2014-15, 2016-17
- Campionato tedesco: 1

Bayern Monaco: 2013-14
- Coppa del Montenegro: 3

Budućnost: 2010, 2015, 2017
- Coppa di Serbia: 1

Stella Rossa Belgrado: 2013
- Lega Adriatica: 1

Hemofarm Vršac: 2004-05